# Kỹ thuật RFLP
Trong sinh học phân tử, đa hình chiều dài đoạn cắt giới hạn, hay là RFLP (thường đọc là "rif-lip"), là kỹ thuật khai thác những khác biệt trong trình tự DNA. Trong phân tích RFLP, DNA mẫu được cắt thành các đoạn nhỏ bằng cách sử dụng các enzyme cắt giới hạn, và sau đó các đoạn DNA nhỏ tạo thành được phân tách dựa theo kích thước bằng kỹ thuật điện di trên gel. Mặc dù ngày nay kỹ thuật này đã trở nên lỗi thời do bị thay thế bởi công nghệ giải trình tự, RFLP là công nghệ nghiên cứu đa hình DNA đầu tiên đủ rẻ để có thể được ứng dụng một cách rộng rãi. RFLP là công cụ quan trọng trong lập hồ sơ di truyền, lập bản đồ hệ gen, định vị gen chịu trách nhiệm cho các rối loạn di truyền, xác định nguy cơ mang bệnh, và xét nghiệm phả hệ.

## Kỹ thuật phân tích
Kỹ thuật cơ bản trong xác định RFLP bao gồm việc cắt mẫu DNA bằng enzyme cắt giới hạn, là các enzyme nhận biết và cắt một đoạn DNA ngắn đặc hiệu. Các mảnh DNA tạo ra sau đó được phân tách bằng quá trình điện di trên gel agarose, và được chuyển lên màng lai thông qua quy trình lai Southern. Sự lai (bắt cặp đặc hiệu) của một đoạn DNA trên màng với đoạn mẫu dò (DNA probe) xảy ra khi trình tự của chúng bổ sung với nhau. Xuất hiện RFLP khi kích thước của đoạn DNA trên màng bắt cặp với đoạn mẫu dò là khác nhau giữa các sinh vật.

## Ví dụ
Có hai cơ chế chung mà kích thước của một đoạn giới hạn có thể khác nhau. Trong sơ đồ đầu tiên, một đoạn nhỏ của bộ gen đang được phát hiện bởi một đầu dò DNA (đường dày hơn). Trong allele "A", bộ gen được cắt bởi một enzyme giới hạn ở ba vị trí gần đó (hình tam giác), nhưng chỉ đoạn cắt ngang nhất phải được phát hiện bởi đầu dò. Trong allele "a", vị trí giới hạn 2 bị mất do đột biến, vì vậy đầu dò bây giờ phát hiện mảnh vỡ lớn hơn chạy từ các vị trí từ 1 đến 3. Sơ đồ thứ hai cho biết sự thay đổi kích thước đoạn này sẽ nhìn như thế nào trên Southern blot và làm thế nào mỗi allele (mỗi cặp một) có thể được kế thừa trong các thành viên trong gia đình.
Trong sơ đồ thứ ba, enzyme thăm dò và hạn chế được chọn để phát hiện một vùng của bộ gen bao gồm một đoạn lặp song song có số thay đổi (các ô trong sơ đồ mạch). Trong allele "c" có 5 lần lặp lại trong VNTR, và đầu dò phát hiện ra một đoạn dài hơn giữa hai vị trí hạn chế. Trong allele "d" chỉ có hai lần lặp lại trong VNTR, vì vậy đầu dò phát hiện một đoạn ngắn hơn giữa hai vị trí hạn chế đó. Các quá trình di truyền khác, như chèn, xóa, chuyển vị và đảo ngược, cũng có thể dẫn đến RFLPs. Các xét nghiệm RFLP đòi hỏi phải có nhiều mẫu DNA lớn hơn các bài kiểm tra lặp lại song song (STR) ngắn.

## Ứng dụng
Phân tích biến thể RFLP trong bộ gen là một công cụ quan trọng trong việc lập bản đồ gen và phân tích bệnh di truyền. Nếu các nhà nghiên cứu đang cố gắng xác định vị trí nhiễm sắc thể của một gen bệnh cụ thể, họ sẽ phân tích DNA của các thành viên trong một gia đình mắc bệnh, và tìm các alen RFLP cho thấy một mô hình thừa hưởng tương tự như của bệnh (xem Liên kết di truyền). Một khi gen bệnh đã được bản địa hóa, phân tích RFLP của các gia đình khác có thể tiết lộ người có nguy cơ mắc bệnh, hoặc người có thể là người mang gen di truyền.
RFLP có thể phát hiện được các đột biến điểm ở trên gen bằng kết hợp với điện di, nhưng đột biến đó phải nằm ở vị trí cát giới hạn của enzim. Do vậy, kỹ thuật này không phát hiện đựuoc tất cả các đột biến.
Phân tích RFLP cũng là cơ sở cho các phương pháp đầu tiên của việc lấy dấu tay di truyền, rất hữu ích trong việc xác định các mẫu được lấy ra từ các hiện trường tội phạm, khi xác định phụ hệ, và đặc tính của sự đa dạng di truyền hoặc các mô hình sinh sản trong quần thể động vật.

## Khác
Tuy nhiên, kỹ thuật phân tích RFLP chậm và rườm rà. Nó đòi hỏi một lượng lớn mẫu DNA, và quá trình kết hợp ghi nhãn thăm dò, phân đoạn DNA, điện di, blotting, lai, rửa, và autoradiography có thể mất đến một tháng để hoàn thành. Một phiên bản giới hạn của phương pháp RFLP sử dụng đầu dò oligonucleotide đã được báo cáo vào năm 1985. [1] May mắn thay, kết quả của Dự án bộ gen người đã thay thế phần lớn nhu cầu lập bản đồ RFLP, và việc xác định nhiều đa hình đơn nucleotide (SNPs) trong dự án đó (cũng như việc xác định trực tiếp nhiều gen bệnh và đột biến) đã thay thế nhu cầu phân tích liên kết bệnh RFLP (xem SNP genotyping). Việc phân tích các allel VNTR vẫn tiếp tục, nhưng hiện nay thường được thực hiện bằng phương pháp PCR (polymerase chain reaction). Ví dụ, các giao thức chuẩn cho việc lấy mẫu DNA liên quan đến phân tích PCR của các tấm của hơn một chục VNTR.
RFLP vẫn là một kỹ thuật được sử dụng trong lựa chọn hỗ trợ marker. Sự đa hình chiều dài đoạn đoạn giới hạn (TRFLP hoặc đôi khi T-RFLP) là một kỹ thuật sinh học phân tử ban đầu được phát triển để mô tả các cộng đồng vi khuẩn trong các mẫu hỗn hợp. Kỹ thuật này cũng đã được áp dụng cho các nhóm khác bao gồm cả nấm đất.
TRFLP hoạt động bằng kỹ thuật PCR khuếch đại DNA bằng cách sử dụng các cặp primer đã được dán nhãn với các thẻ huỳnh quang. Các sản phẩm PCR sau đó được tiêu hóa bằng các enzym RFLP và các mô hình kết quả được hình dung bằng cách sử dụng một trình tự DNA. Các kết quả được phân tích bằng cách đơn giản đếm và so sánh các dải hoặc đỉnh trong hồ sơ TRFLP, hoặc bằng cách kết hợp các dải từ một hoặc nhiều TRFLP vào một cơ sở dữ liệu của các loài đã biết. Kỹ thuật này giống như một số khía cạnh đối với DGGE hoặc TGGE.
Các chuỗi thay đổi trực tiếp liên quan đến một RFLP cũng có thể được phân tích nhanh hơn bằng PCR. Sự khuếch đại có thể được hướng trực tiếp qua vị trí hạn chế thay đổi, và các sản phẩm tiêu hóa bằng enzyme hạn chế. Phương pháp này được gọi là Trình tự Phép Đa Khuếch tán (CAPS). Ngoài ra, phân đoạn được khuếch đại có thể được phân tích bằng các đầu dò oligonucleotide đặc hiệu của Allele (ASO), một quá trình thường được thực hiện bằng một Dot đơn giản.
- Kỹ thuật RAPD
- Kỹ thuật AFLP
- SSR

## Hình ảnh

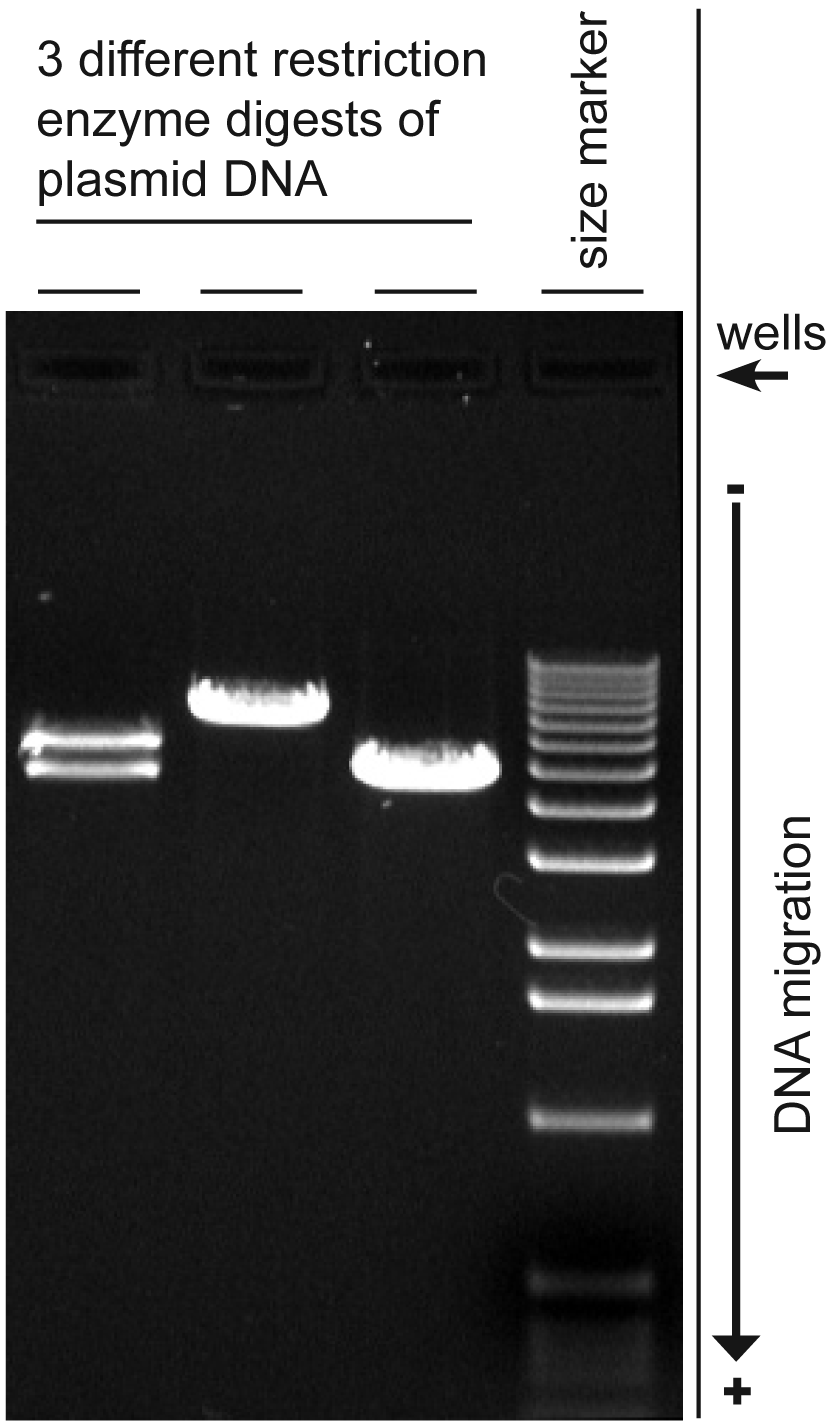